# Naturbahnrodel-Weltcup 2022/23
Der Naturbahnrodel-Weltcup 2022/23 begann am 15. Dezember 2022 in Winterleiten und endete am 19. Februar 2023 in Umhausen. Es wurden in drei Disziplinen jeweils sieben Rennen ausgetragen. Höhepunkt der Saison war die Naturbahnrodel-Weltmeisterschaft 2023 in Deutschnofen.

## Damen-Einsitzer

### Ergebnisse
| Datum             | Ort          | Siegerin         | Zweite             | Dritte           |
| ----------------- | ------------ | ---------------- | ------------------ | ---------------- |
| 17. Dezember 2022 | Winterleiten | Evelin Lanthaler | Tina Unterberger   | Greta Pinggera   |
| 18. Dezember 2022 | Winterleiten | Evelin Lanthaler | Nadine Staffler    | Tina Unterberger |
| 14. Januar 2023   | Jaufental    | Evelin Lanthaler | Daniela Mittermair | Greta Pinggera   |
| 15. Januar 2023   | Jaufental    | Evelin Lanthaler | Greta Pinggera     | Nadine Staffler  |
| 29. Januar 2023   | Deutschnofen | Evelin Lanthaler | Tina Unterberger   | Greta Pinggera   |
| 18. Februar 2023  | Umhausen     | Evelin Lanthaler | Greta Pinggera     | Tina Unterberger |
| 19. Februar 2023  | Umhausen     | Evelin Lanthaler | Tina Unterberger   | Greta Pinggera   |

### Weltcupstand
| Rang | Name               | Punkte |
| ---- | ------------------ | ------ |
| 01   | Evelin Lanthaler   | 700    |
| 02   | Tina Unterberger   | 515    |
| 03   | Greta Pinggera     | 511    |
| 04   | Nadine Staffler    | 375    |
| 05   | Michelle Diepold   | 372    |
| 06   | Lisa Walch         | 319    |
| 07   | Daniela Mittermair | 291    |
| 08   | Sarah Schiller     | 257    |
| 09   | Patricija Urbanc   | 239    |
| 10   | Riccarda Ruetz     | 211    |

## Herren-Einsitzer

### Ergebnisse
| Datum             | Ort          | Sieger              | Zweiter          | Dritter             |
| ----------------- | ------------ | ------------------- | ---------------- | ------------------- |
| 16. Dezember 2022 | Winterleiten | Thomas Kammerlander | Michael Scheikl  | Florian Clara       |
| 18. Dezember 2022 | Winterleiten | Michael Scheikl     | Alex Gruber      | Thomas Kammerlander |
| 14. Januar 2023   | Jaufental    | Alex Gruber         | Michael Scheikl  | Florian Clara       |
| 15. Januar 2023   | Jaufental    | Thomas Kammerlander | Alex Gruber      | Fabian Brunner      |
| 29. Januar 2023   | Deutschnofen | Patrick Pigneter    | Alex Gruber      | Thomas Kammerlander |
| 18. Februar 2023  | Umhausen     | Thomas Kammerlander | Alex Gruber      | Fabian Brunner      |
| 19. Februar 2023  | Umhausen     | Thomas Kammerlander | Patrick Pigneter | Alex Gruber         |

### Weltcupstand
| Rang | Name                | Punkte |
| ---- | ------------------- | ------ |
| 01   | Thomas Kammerlander | 595    |
| 02   | Alex Gruber         | 540    |
| 03   | Michael Scheikl     | 491    |
| 04   | Florian Clara       | 414    |
| 05   | Patrick Pigneter    | 364    |
| 06   | Florian Markt       | 300    |
| 07   | Fabian Brunner      | 265    |
| 08   | Bine Mekina         | 232    |
| 09   | Jerome Almer        | 215    |
| 10   | Daniel Gruber       | 213    |

## Doppelsitzer

### Ergebnisse
| Datum             | Ort          | Sieger  | Sieger                               | Zweite  | Zweite                               | Dritte     | Dritte                                   |
| ----------------- | ------------ | ------- | ------------------------------------ | ------- | ------------------------------------ | ---------- | ---------------------------------------- |
| 16. Dezember 2022 | Winterleiten | Italien | Patrick Lambacher Matthias Lambacher | Italien | Patrick Pigneter Florian Clara       | Osterreich | Fabian Achenrainer Miguel Brugger        |
| 17. Dezember 2022 | Winterleiten | Italien | Patrick Lambacher Matthias Lambacher | Italien | Patrick Pigneter Florian Clara       | Osterreich | Fabian Achenrainer Miguel Brugger        |
| 13. Januar 2023   | Jaufental    | Italien | Patrick Lambacher Matthias Lambacher | Italien | Patrick Pigneter Florian Clara       | Italien    | Mathias Troger Daniel Gruber             |
| 14. Januar 2023   | Jaufental    | Italien | Patrick Lambacher Matthias Lambacher | Italien | Patrick Pigneter Florian Clara       | Italien    | Anton Gruber Genetti Hannes Unterholzner |
| 28. Januar 2023   | Deutschnofen | Italien | Patrick Pigneter Florian Clara       | Italien | Patrick Lambacher Matthias Lambacher | Slowakei   | Peter Neupauer Dominik Neupauer          |
| 17. Februar 2023  | Umhausen     | Italien | Patrick Pigneter Florian Clara       | Italien | Patrick Lambacher Matthias Lambacher | Slowakei   | Matevz Vertelj Vid Kralj                 |
| 18. Februar 2023  | Umhausen     | Italien | Patrick Pigneter Florian Clara       | Italien | Patrick Lambacher Matthias Lambacher | Italien    | Anton Gruber Genetti Hannes Unterholzner |

### Weltcupstand
| Rang | Name                                       | Punkte |
| ---- | ------------------------------------------ | ------ |
| 01   | Patrick Lambacher – Matthias Lambacher     | 655    |
| 02   | Patrick Pigneter – Florian Clara           | 640    |
| 03   | Matevz Vertelj – Vid Kralj                 | 370    |
| 04   | Anton Gruber Genetti – Hannes Unterholzner | 279    |
| 05   | Peter Neupauer – Dominik Neupauer          | 180    |
| 06   | Fabian Achenrainer – Miguel Brugger        | 140    |
| 07   | Adrian Machnik – Nikolas Dawidowski        | 105    |
| 08   | Mathias Troger – Daniel Gruber             | 94     |
| 09   | Gabriel Halcin – Samuel Halcin             | 60     |